# I liga paragwajska w piłce nożnej (1950)
Mistrzem Paragwaju został klub Cerro Porteño, natomiast wicemistrzem Paragwaju został klub Club Libertad.
Mistrzostwa rozegrano systemem każdy z każdym mecz i rewanż. Najlepszy w tabeli klub został mistrzem Paragwaju.
Do drugiej ligi spadł klub Atlántida SC, a na jego miejsce awansował klub Sport Colombia Fernando de la Mora.

## Primera División

### Tabela końcowa sezonu 1950
| Poz | Klub                  | Punkty |
| --- | --------------------- | ------ |
| 1   | Cerro Porteño         | 28     |
| 2   | Club Libertad         | 26     |
| 3   | Club Olimpia          | 25     |
| 4   | Sportivo Luqueño      | 22     |
| 5   | Club Nacional         | 20     |
| 6   | Club Guaraní          | 20     |
| 7   | Club Presidente Hayes | 20     |
| 8   | Club Sol de América   | 17     |
| 9   | Sportivo San Lorenzo  | 15     |
| 10  | Club River Plate      | 14     |
| 11  | Atlántida SC          | 12     |

## Klasyfikacja strzelców w sezonie 1950
| Gole | Piłkarz            | Klub          |
| ---- | ------------------ | ------------- |
| 18   | Darío Jara Saguier | Cerro Porteño |